# Santo Encuentro
Santo Encuentro o procesión del Encuentro es la denominación de una de las celebraciones religiosas de Semana Santa en España.
Se celebra al amanecer del Domingo de Pascua, saliendo por una calle los hombres con la imagen del Cristo resucitado, y por otra calle las mujeres con la imagen de la Virgen María; suele vestir la Virgen manto de color en el interior y negro en el exterior. Según se van aproximando en alguna plaza donde confluyen ambas calles, se saludan bajando varias veces las andas al suelo; una vez producido en encuentro le quitan el manto negro a la Virgen (señal de luto) y los dos pasos juntos vuelven a la iglesia.
Además, durante esta festividad los Quintos son los encargados de cumplir las tradiciones del Domingo de Pascua, los preparativos para la procesión: el Sábado Santo por la noche las quintas adornan la iglesia con las "aleluyas" (ramas de almendro en flor) y los quintos ponen pinos en la plaza y el calvario, y el Domingo de Pascua, en algunos lugares, son ellos los portadores del Cristo Resucitado durante la procesión, en ocasiones haciendo que la confluencia del Cristo y la Virgen termine con una carrera con el Resucitado hasta la Virgen.
Esta costumbre está muy extendida especialmente por Castilla y León (León, Ávila, Segovia) y Castilla-La Mancha (Cuenca); aunque hay representaciones similares en otras localidades españolas.
La tradición varía ligeramente de un lugar a otro; aunque en algunos casos como Zaragoza, Ferrol (La Coruña), Chinchilla de Montearagón (Albacete), a diferencia de las demás representaciones, el Santo Encuentro que se celebra no se refiere a la escena producida tras la Resurrección, sino a una de las de Viacrucis en que se produce un encuentro entre "la Santa Mujer Verónica" y Jesús Nazareno. En estos casos, la representación no es "gozosa", sino "dolorosa".

## Salamanca
La procesión del Encuentro en Salamanca se realiza el Domingo de Resurrección, cerrando las celebraciones de su Semana Santa. Tiene su punto álgido en el encuentro de Cristo Resucitado con la Virgen de la Alegría, en el atrio de la Catedral Nueva.

## Tenerife
En la ciudad de San Cristóbal de La Laguna tiene lugar a las 04:00 horas de la mañana del Viernes Santo la procesión de madrugada del Santísimo Cristo de La Laguna en la que la imagen se encuentra con el trono de Nuestra Señora de los Dolores, San Juan Evangelista y Santa María Magdalena. Tras esto, ambos pasos se dirigen a la Catedral de La Laguna pasando por diferentes iglesias y conventos de la ciudad.
En Santa Cruz de Tenerife se celebra la Procesión del Encuentro el Miércoles Santo: Desde la Parroquia Matriz de la Concepción, sale la imagen de Jesús Nazareno y desde la Parroquia de San Francisco de Asís, sale la Virgen de la Armargura y San Juan Evangelista. El encuentro se produce en la Plaza del Príncipe.
En otras localidades de toda la isla también se celebra una Procesión del Encuentro, entre ellas en la localidad de San Andrés (también en Santa Cruz de Tenerife). Aquí se celebra la madrugada del Viernes Santo a las 5 de la mañana. Procesiona la imagen de la Virgen de los Dolores y el Cristo de la Buena Muerte, San Juan y La Magdalena, y se encuentran en la calle de La Cruz.

## Ferrol

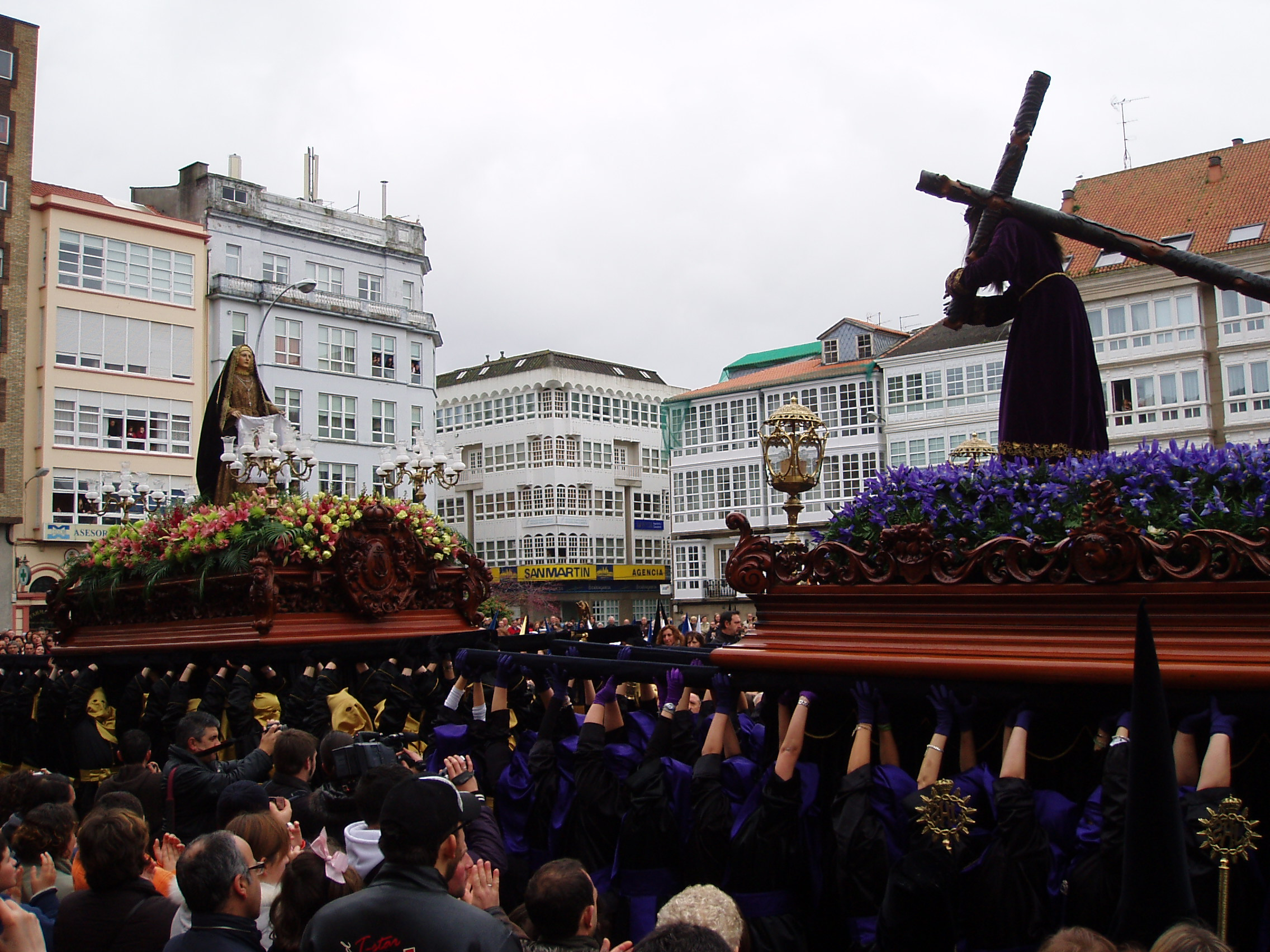
Santo Encuentro en Ferrol

## Albacete
En Chinchilla de Montearagón (Albacete), la Procesión del Encuentro Doloroso es uno de los momentos más importantes de su Semana Santa, y se realiza de la siguiente manera: 

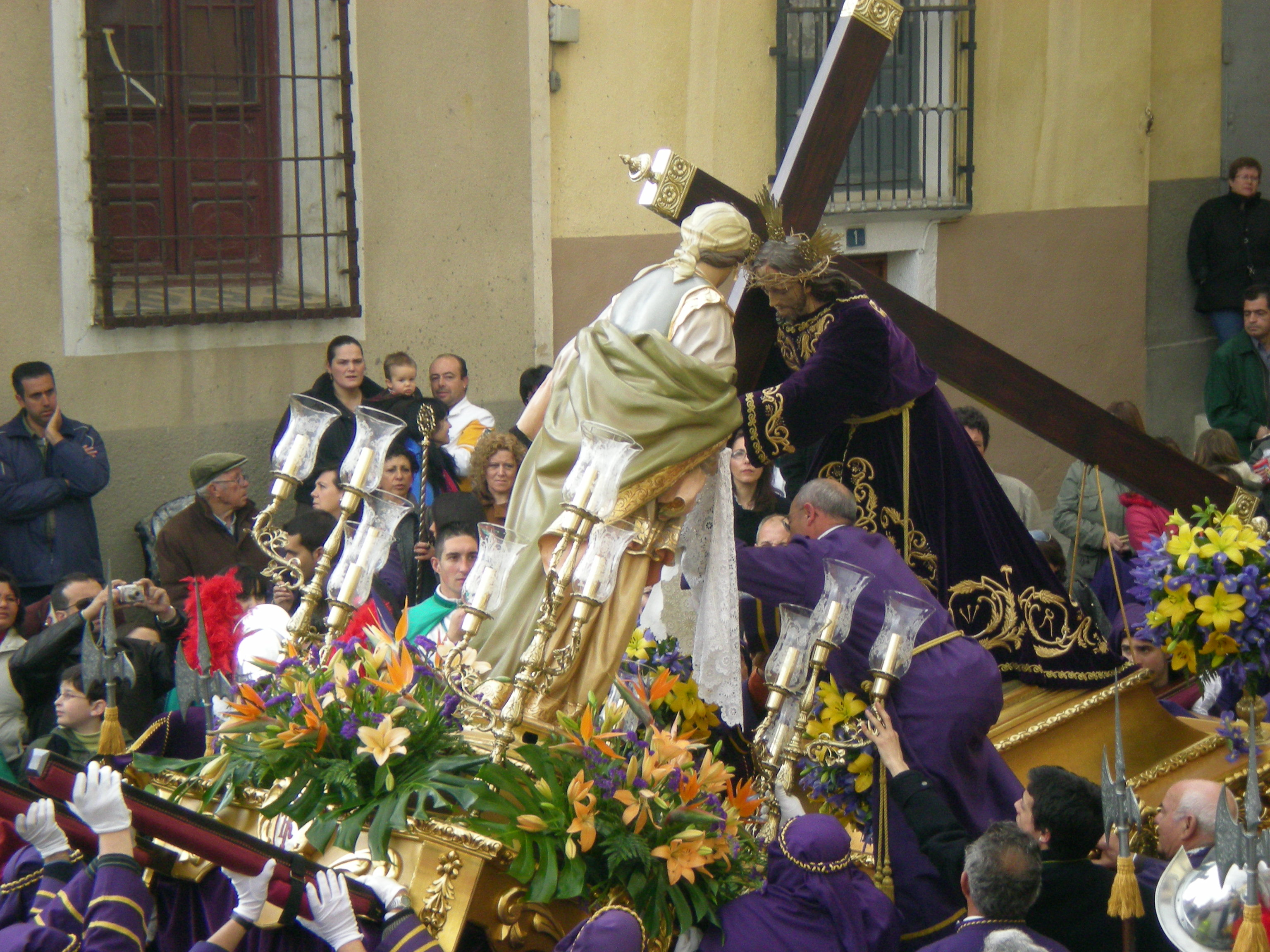
Encuentro de la Verónica en Chinchilla.

El Viernes Santo, a las diez de la mañana, se escenifica la lectura de la sentencia a muerte de Nuestro Señor Jesucristo por parte de la sección de "Los Romanos" de la Cofradía del Santísimo Cristo de la Agonía y Santo Entierro. Estos salen por la puerta de la Iglesia Parroquial que da al Balcón del Sol, al tiempo que suenan unas llamadas de cornetas. Detrás, al redoble de unos timbales, sale el paso de Nuestro Padre Jesús Nazareno con la cruz a cuestas portado por cofrades de la Real Cofradía de Nuestro Padre Jesús Nazareno, las Cruces y Santísima Virgen del Rosario, y el Coro de la Pasión Cantada. El Centurión romano da entonces lectura a la sentencia. 
A continuación, al tiempo que van sonando algunas de las estrofas del Canto de la Pasión de Chinchilla, las distintas cofradías comienzan a desfilar para hacer el recorrido por la parte baja de la Ciudad y concluir de nuevo en la Plaza de La Mancha para escenificar el Encuentro Doloroso. La interpretación íntegra del Canto de la Pasión durante todo el recorrido, que se había perdido en 1.936, fue recuperada nuevamente en el año 1992, pues hasta ese año sólo se interpretaban las ocho estrofas correspondientes al Encuentro. 
Una vez en la Plaza, se sitúa el paso de Nuestro Padre Jesús Nazareno en el lado opuesto a la fachada del Ayuntamiento; la Verónica, San Juan Evangelista, Santa María Magdalena y Nuestra Señora de los Dolores junto a la fachada del Ayuntamiento, la oración del huerto bajo el reloj y el paso del Santísimo Cristo de la Agonía en el "Balcón del Sol".
Al toque de un tambor y acorde con la narración del "Canto de la Pasión", el paso de La Verónica marcha al encuentro de Nuestro Padre Jesús, haciendo tres genuflexiones o cortesías durante el recorrido. Al llegar al punto donde se encuentra el Nazareno, los cofrades unen ambas imágenes, quedando el velo blanco que porta la Verónica en contacto con la imagen de Cristo, tras lo que la Santa Faz aparece en el paño. Tras este primer Encuentro, la Verónica se retira para volver a su sitio, haciendo de nuevo tres genuflexiones y llevando impreso el Santo Rostro en su paño. Cuando la Verónica llega al lugar del que partió, la imagen de Nuestra Señora de los Dolores, flanqueada por Santa María Magdalena y San Juan Evangelista, se dirige hacia el Nazareno, haciendo tres genuflexiones o cortesías al igual que la Verónica. 
San Juan y la Magdalena, a mitad de recorrido, se detienen, mientras que la Virgen continúa al encuentro de su Hijo. El momento del abrazo de Madre e Hijo es muy emotivo (las antiguas imágenes, que fueron destruidas en 1936, tenían los brazos articulados y los abrían, haciendo este encuentro más real). Tras el abrazo, las imágenes retornan al sitio del que habían partido. 
Concluido el Encuentro, continúa la procesión por la parte alta de la Ciudad.